# 天才!!カンパニー
『天才!!カンパニー』（てんさい!!かんぱにー）は、2006年4月1日から日本テレビ（関東ローカル）で放送されている情報バラエティ番組である。
営業局が単独でプロデューサーを立てる番組。ロールスーパーにも通常なら表記される編成担当者の名前も表記されない。基本コンセプトは、「企業の天才」を紹介するという形式をとりつつ、企業自体の紹介や商品の紹介をする。特に、スタジオ内でおぎやはぎが、コント形式で商品などを紹介する形式は「プロダクトプレイスメント」と言われる、番組内で企業の商品を露出させる宣伝の方法である。

## 内容
2012年3月までの放送では、「天才!!カンパニー研究所」という架空の研究所が舞台になっており、企業で活躍する天才を発掘しスポットを当てるのがテーマ。番組では毎回、企業の商品開発などに携わる人物が登場。彼らを「天才」と位置づけ、彼らの優れた能力を様々な形で紹介する。司会は、研究所所長と言う位置づけの古市幸子アナウンサーと主任研究員という位置づけのおぎやはぎ。ゲスト的な形で、天才の紹介の取材をした女性アナウンサーが出演していた。
天才の紹介コーナー以外に、おぎやはぎがショートコントで商品を紹介するコーナー、日本テレビの番組紹介する宣伝コーナ、視聴者プレゼントのコーナーで構成されている。2007年10月以降、放送時間短縮に伴い、番組宣伝のコーナーが無くなった。
普段はメガネをかけない女性アナウンサーも番組内ではメガネをし、おぎやはぎを含め出演者全員がメガネをしていた。
毎年、日テレ黄金週間・汐博期間中にはイベント会場からの生放送を行っている。
第2日本テレビでは、放送終了後に撮影したおぎやはぎ、出演アナのフリートークと番組で取り上げられた取材VTRが無料配信されている。
2008年4月5日より、番組タイトルロゴカラーがブルーからオレンジに変更。それに伴い、番組スタート当初から使用されていたオープニングCGも変更された。2008年10月4日より、オープニングタイトルのCGが3度目のリニューアル。
地上デジタル放送では4:3画面の左右の帯に番組ロゴを付せて放送を行っていたが、2010年4月3日よりハイビジョン制作に移行した。
2011年4月2日にはオープニングタイトルのCGが4度目のリニューアル。
2012年3月31日放送をもって古市所長が退任（上田まりえアナウンサー共々番組を卒業）し、番組開始時からの「天才!!カンパニー研究所」の設定は事実上廃止された。後任であるプロダクション人力舎所属の女性タレントたちは、メガネを着用していない。
2015年6月から矢作が司会、小木と女性タレントが相手役の形から交代制の司会に変更された。

## 出演者
- おぎやはぎ（小木博明・矢作兼）
- 虻川美穂子（北陽）（準レギュラー、2012年4月7日 - ）
- 遼河はるひ（準レギュラー、2012年4月28日 - ）
- 伊藤さおり（北陽）（準レギュラー、2012年5月12日 - ）
- 多胡安那（プレゼント告知担当、2012年4月7日 - ）

### 過去の出演者
- 松本志のぶ（馬場アナウンサーが夏休みの為、第28回に理事長として出演。）
- 大久保佳代子（第26回にベテラン調査員としてVTR出演。）
- 馬場典子（2006年4月1日 - 2008年3月29日の間レギュラー出演）
- 森富美（2008年4月5日 - 2008年9月27日の間レギュラー出演）
- 古閑陽子（第6回、第9回、第25回、第60回にレポーターとして出演、第79回にエンディングのみ登場、第80回からレギュラー調査員に、2010年9月25日まで）
- 水卜麻美（2010年10月2日 - 2011年3月26日の間レギュラー出演）
- 古市幸子（2008年10月4日 - 2012年3月31日の間レギュラー出演）
- 上田まりえ（2011年4月2日 - 2012年3月31日の間レギュラー出演）

### レポーターアナウンサー
- 山下美穂子（第1回）（第13回、第23回、第76回）
- 鈴江奈々（第2回）（第15回、第18回）
- 森麻季（第3回）
- 斉藤まりあ（第4回、第7回、第11回）
- 阿部哲子（第5回、第22回）
- 杉上佐智枝（第8回、第12回）
- 宮崎宣子（第14回）
- 葉山エレーヌ（第27回、第28回、第29回、第30回よりレギュラー調査員に、第78回でレギュラー降板）
- 鷹西美佳（第75回、第83回）
- 小熊美香
- 古市幸子
- 上田まりえ

## ナレーション
- 森圭介アナウンサー（ナレーション・2011年4月よりレギュラー担当）
- 桝太一アナウンサー（ナレーション・2009年4月 - 2011年3月の間レギュラー担当）
- 森圭介アナウンサー（ナレーション・2006年4月 - 2009年3月の間レギュラー担当）
- 蛯原哲アナウンサー（第44回ナレーション）
- 藤井恒久アナウンサー（第69回ナレーション）

### 放送時間
- 放送開始 - 2007年9月29日：土曜11:35 - 11:50
- 2007年10月6日 - 2021年3月27日：土曜11:35 - 11:45
- 2021年4月3日 - 2023年9月30日：土曜13:25 - 13:30
- 2023年10月7日 - ：土曜11:40 - 11:45

## 特別番組
『天才!!カンパニー おぎやはぎのクリスマスイヴに奈良旅行ですが…何か?スペシャル』
- 放送時間：2007年12月24日（月）15:20 - 15:50
- 放送局：日本テレビ（関東ローカル）
- オールロケによるスペシャル番組。出演者全員が奈良へ行くという旅番組の形式をとりながら、通常番組同様、番組内において出演者が数種類の商品を使う事でプロダクトプレイスメントを行った。

## スタッフ
- 構成：金森直哉
- アシスタントディレクター：城田康治、中西彩
- ディレクター：野原卓司
- 演出：山本浩史→大島敦子/嶋崎良介、中川奈緒、細矢俊明（大島・細矢→以前はディレクター）
- プロデューサー：遠藤正累→宮本修二→一杉早智→酒井基成→井原亮子→笠原大輔→桑原丈弥→稲垣眞一、武井泉→三門綾子、山本浩史
- チーフプロデューサー：塩野弥千夫→廣瀬健一→田畑善朗→廣瀬健一→多昌博志→松本達夫→沢桂一→塩野弥千夫→新井直彦→篠宮浩司→関川悦代→瓜生健→中川武文
- 制作協力：東阪企画